# Норлейцин
Норлейцин (α-аминокапроновая кислота, каприн, гликолейцин) — аминокислота, не входящая в состав природных белков. Используется в экспериментальных исследованиях структуры и функции белков, а также для синтеза биологически активных пептидов. В организме животных является антагонистом валина и лейцина. По структуре близок к метионину, однако не содержит серы.
В пептидных последовательностях обозначается Nle.